# Live at the Royal Albert Hall - DVD (Erasure)
Pour les articles homonymes, voir Live at the Royal Albert Hall.
Albums de Erasure
Live at the Royal Albert Hall (CD)
(2007) Pop! Remixed
(2009)
Live at the Royal Albert Hall est le titre d'un DVD du groupe britannique Erasure paru le 7 avril 2008 au Royaume-Uni. Il s'agit d'un concert filmé le 25 septembre 2007 à Londres au Royal Albert Hall, une prestigieuse salle circulaire de 5 544 places. Un documentaire de 27 minutes vient s'ajouter au concert.
Ce DVD est paru en zone 2 (Europe) et en zone 1 (Amérique du Nord). Cependant, contrairement aux précédentes parutions DVD du groupe, il n'existe aucune édition au format PAL, l'image étant au format NTSC pour les deux zones, avec le ratio 16/9. Le menu du DVD propose trois pistes son : une en Dolby Digital Surround 5.1, une en DTS et enfin une autre en stéréo 2.0 (la jaquette du DVD ne mentionne pas cette dernière qui est pourtant bien présente).
Une version audio de ce même concert était déjà parue séparément au format double-CD quelques mois auparavant (voir l'article lui étant consacré : Live at the Royal Albert Hall (CD)). Ce dernier comporte une plage supplémentaire par rapport au DVD : l'instrumental Jacques Cousteau que l'on retrouve néanmoins de façon indirecte dans le DVD, sous la forme de fond sonore dans le mini-reportage réalisé en coulisses durant l'entracte, ainsi que dans le final déroulant des crédits du tournage.

## Classements parmi les ventes de DVD musicaux
| Pays        | Meilleure position |
| ----------- | ------------------ |
| Royaume-Uni | 7                  |
| Allemagne   | 19                 |

## Ventes
aucun chiffre connu

## Les musiciens sur scène
- Vince Clarke - claviers, guitares
- Andy Bell - chant
- Valerie Chalmers - chœurs
- Rachel Montez Collins - chœurs
- Christa Jackson - chœurs
- Ben Edwards - trompette (brève apparition, pour la section instrumentale de Sometimes)

## Plages du concert
1. Sunday Girl
2. Blue Savannah
3. Drama!
4. I Could Fall In Love With You
5. Fly Away
6. Breathe
7. Storm In A Teacup
8. Chains Of Love
9. Breath Of Life
10. Love To Hate You
11. Sucker For Love
12. Victim Of Love
13. When A Lover Leaves You
14. Ship Of Fools
15. Chorus
16. Sometimes
17. A Little Respect
18. Oh l'Amour
19. Glass Angel
20. Stop!

## Bonus / Suppléments
- Documentary - Behind the scenes with Vince and Andy. Documentaire montrant la préparation du concert et l'enregistrement de l'album Light at the End of the World. Le sous-titrage est proposé en allemand, espagnol, français et en italien.

### Bonus cachés
- les deux vidéo-clips promotionnels du single I Could Fall In Love Love With You (versions "supermarket" et "kissing video").

- les montages video diffusés durant le concert sur les écrans plasma placés sur scène.

## Commentaires
Toutes les chansons figurant sur ce DVD sont composées par Erasure.